# ミハエル・シュナイダー
ミハエル・シュナイダー （ドイツ語: Michael Schneider, 1953年8月10日 - ）は、ドイツのリコーダー奏者、フルート・トラベルソ奏者および指揮者。

## 略歴
ドイツのノードホルン生まれ。ケルン国立音楽大学にて、リコーダー、フルートおよびチェロを学び卒業。並行してヴァルター・ファン・ハウヴェに師事。
1978年ドイツのARDのコンクールのリコーダー部門で優勝。1979年にアンサンブル「カメラータ・ケルン」を設立。
1980年に26歳でベルリン国立音楽大学のリコーダー科の教授に就任。
1983年からフランクフルト国立音楽大学（フランクフルト音楽・舞台芸術大学）のリコーダー科の教授および学部長に就任。同大学の副学長（2011年現在）。
1988年にオーケストラ「ラ・スタジョーネ・フランクフルト」を設立。ヴィヴァルディ、テレマン、ヘンデル、サマルティーニ、バルサンティ、デュパール等ソロCDを含めて100枚以上CD録音。
ドイツおよびヨーロッパ内外で数々のソロ・リサイタルおよび著名なオーケストラとのリコーダー協奏曲の夕べに招待され、またヨーロッパ内外でマスタークラスを受け持つ。
指揮者としても「ラ・スタジョーネ・フランクフルト」以外にも、チューリヒ室内管弦楽団、イスラエル管弦楽団、マグデブルク・フィルハーモニーのオーケストラなどを初めとして、数々のオーケストラからゲスト指揮者として招聘されている。

## 受賞
2000年、マグデブルク市から「テレマン賞」を受賞。